# Medal Księcia Eugeniusza
Medal Księcia Eugeniusza (szw. Prins Eugen-medaljen) – odznaczenie Królestwa Szwecji przyznawane przez króla Szwecji za osiągnięcia artystyczne.

## Historia

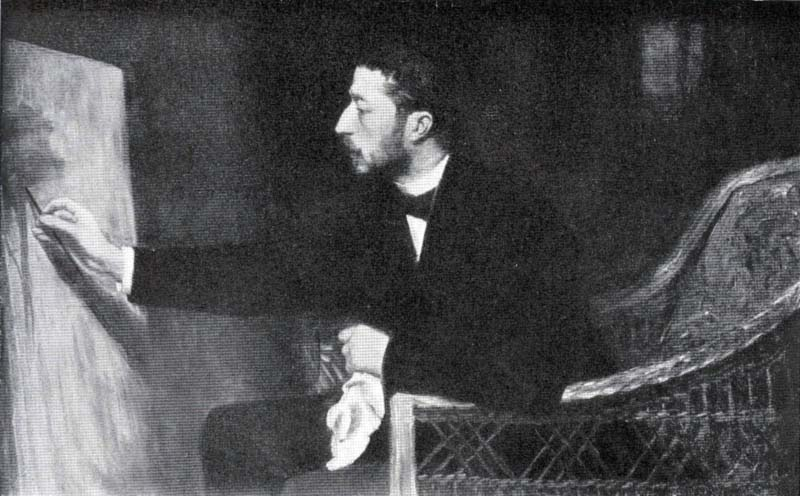
Książę Eugeniusz ze Szwecji malujący obraz (ok. 1905)

Medal Księcia Eugeniusza został ustanowiony 1 sierpnia 1945 przez ówczesnego króla Szwecji Gustawa V. Data ustanowienia orderu nie jest przypadkowa – tego dnia brat ówczesnego króla, książę Eugeniusz ze Szwecji, na którego cześć ustanowiono medal, obchodził 80. urodziny. Medal ten przyznawany jest nieprzypadkowo za osiągnięcia artystyczne. Patron medalu, książę Eugeniusz, był malarzem i kolekcjonerem oraz nieoficjalnym patronem artystów. Medal wykonany jest z pozłacanego srebra i na awersie przedstawia wizerunek księcia Eugeniusza. Noszony jest na piersi na biało-żółto-białej wstążce z niebieskimi paskami na obramowaniu. Na dolnej krawędzi medalu widnieje godność osoby, która otrzymała medal oraz rok jego nadania. Medal przyznawany jest w wersji żeńskiej bądź męskiej. Medal przyznaje się co roku 5 listopada w dniu imienin księcia Eugeniusza, podczas uroczystości w Pałacu Królewskim w Sztokholmie. Medal Księcia Eugeniusza może być przyznawany artystom, architektom i rzemieślnikom ze Szwecji oraz pozostałych państw nordyckich.

## Odznaczeni
Od ustanowienia medalu w 1945 roku medalem odznaczeni zostali m.in.:
Isaac Grünewald, Carl Milles, Lars Israel Wahlman, Wäinö Aaltonen, Arthur von Schmalensee, Alvar Aalto, Axel Salto, Siri Derkert, Sven Markelius, Arne Jacobsen, Jörn Utzon, Lennart Nilsson, Edvin Öhrström, Guðmundur Guðmundsson, Endre Nemes, Carl-Henning Pedersen, Sverre Fehn, Stig Claesson, Erik Asmussen, Sigvard Bernadotte, hrabia Wisborga, Leonard Rickhard, Ralph Erskine, Léonie Geisendorf, Gert Wingårdh, Olafur Eliasson, Jan Gehl, Eero Aarnio, Rainer Mahlamäki.

### Polacy
Jedyną osobą narodowości polskiej, która została odznaczona Medalem Księcia Eugeniusza, była architektka Léonie Geisendorf. Urodzona w 1914 w Łodzi jako Leonia Maria Kolin-Kaplan po ukończeniu w Polsce szkoły średniej wyjechała na studia do Szwajcarii, a następnie wyemigrowała do Szwecji, gdzie osiadła na stałe i otrzymała szwedzkie obywatelstwo.